# Wiedemann-Steiner-Syndrom
Das Wiedemann-Steiner-Syndrom ist eine sehr seltene angeborene Erkrankung mit den Hauptmerkmalen Hypertrichose, Kleinwuchs, Gesichtsdysmorphie und Entwicklungsverzögerung.
Synonyme sind: Hypertrichose-Kleinwuchs-Gesichtsdysmorphie-Entwicklungsverzögerung-Syndrom
Die Namensbezeichnung bezieht sich auf die Erstautoren der Erstbeschreibung aus dem Jahre 1989 durch Hans-Rudolf Wiedemann und Mitarbeiter sowie eines Berichtes aus dem Jahre 2000 durch C. E. Steiner und A. P. Marques.

## Verbreitung
Die Häufigkeit wird mit unter 1 zu 1.000.000 angegeben, die Vererbung erfolgt autosomal-dominant oder X-chromosomal rezessiv.

## Ursache
Der Erkrankung liegen Mutationen im KMT2A-Gen auf Chromosom 11 Genort q23.3 zugrunde.

## Klinische Erscheinungen
Klinische Kriterien sind:
- Manifestation beim Neugeborenen oder Kleinkind
- Kleinwuchs
- Gesichtsdysmorphie mit Hypertelorismus, verdickten Augenbrauen, breiter und langer Nase, langes Philtrum
- Hypertrichose
- Entwicklungsverzögerung und Intelligenzminderung

Hinzu können Muskelhypotonie, Persistierender Ductus arteriosus, kleine Hände und Füße, Verhaltensauffälligkeiten und Krampfanfälle kommen.